# George Zweig
George Zweig (Moscú, 30 de mayo de 1937) es un físico estadounidense. Fue entrenado como un físico de partículas bajo Richard Feynman. Introdujo, independientemente de Murray Gell-Mann, el modelo de quarks (aunque él lo llamó "aces"). Más tarde dirigió su atención a la neurobiología. Ha trabajado como investigador científico en el Laboratorio Nacional de Los Álamos y el MIT, y en la industria de servicios financieros.

## Primeros años de vida
Zweig nació en Moscú, Rusia en una familia judía. Su padre era un tipo de ingeniero civil conocida como ingeniero estructural. Se graduó de la Universidad de Míchigan en 1959, con u
a licenciatura en matemáticas, que tiene numerosos cursos de física tomadas como optativas. Obtuvo un doctorado en física teórica en el Instituto de Tecnología de California en 1964.

## Carrera
Al igual que Gell-Mann, se dio cuenta de que varias propiedades importantes de partículas como bariones (por ejemplo, protones y neutrones) podrían explicarse por tratarlos como tripletes de otras partículas constituyentes (que él llamó aces y Gell-Mann llamó quarks), con fraccional número bariónico y carga eléctrica. A diferencia de Gell-Mann, Zweig fue llevado en parte a su imagen del modelo de quarks por las desintegraciones peculiarmente atenuadas del mesón φ a ρ π, una característica codificada por lo que ahora se conoce como la Regla OZI, la "Z" en el que es sinónimo de "Zweig". En la terminología técnica posterior, en última instancia, los quarks de Gell-Mann estaban más cerca de "quarks actuales", mientras que a los "quarks constituyentes" de Zweig.
Como señala el astrofísico John Gribbin, Gell-Mann merecidamente recibió el Premio Nobel de Física en 1969, por sus contribuciones y descubrimientos generales relativas a la clasificación de las partículas elementales y sus interacciones; en ese momento, la teoría de los quarks no se había convertido plenamente aceptado y no se menciona específicamente en la cita oficial del premio. En años posteriores, cuando la teoría de quarks se estableció como el modelo estándar de la física de partículas, el comité Nobel, presumiblemente, sentía que no podía reconocer Zweig como el científico que primero enunciados implicaciones de la teoría en detalle y sugirió que podrían ser reales, sin incluir Gell-Mann nuevo. Sin embargo, en 1977 Richard Feynman nominado tanto Gell-Mann y Zweig por el premio Nobel, presume que es su única nominación para tales. Cualquiera sea la razón, a pesar de las contribuciones de Zweig a una teoría fundamental para la física moderna, que todavía no se ha otorgado un premio Nobel.
Zweig más tarde volvió a la investigación y la neurobiología de la audición, y estudió la transducción del sonido en impulsos nerviosos en la cóclea del oído humano, y cómo los mapas del cerebro sonido en las dimensiones espaciales de la corteza cerebral. En 1975, mientras estudiaba el oído, descubrió una versión de la transformada wavelet continua, la cóclea transforma. Zweig también ha trabajado para Renaissance Technologies en Long Island, Nueva York.

## Premios y honores
- Becas MacArthur (1981)
- Academia Nacional de Ciencias de Estados Unidos (1996)
- Premio Sakurai (2015)